# Kornatski Kanal
Kornatski Kanal är ett sund i Kroatien. Det ligger i den södra delen av landet, 230 km söder om huvudstaden Zagreb.